# Guido Krafft
Guido Krafft, född 15 december 1844 i Wien, död 21 februari 1907 i Wien, var en österrikisk agronom. Han var son till Albrecht Krafft och sonson till Johann Peter Krafft.
Krafft blev 1866 lärare vid lantbruksinstitutet i Ungarisch Altenburg, 1870 docent i jordbruk vid polytekniska institutet i Wien och 1880 professor vid tekniska högskolan där. Sedan 1875 redigerade han "Oesterreichisches landwirtschaftliches Wochenblatt", men gjorde sig känd framför allt genom Lehrbuch der Landwirtschaft auf wissenschaftlicher und praktischer Grundlage (4 band, 1875–1877; 7:e upplagan 1899–1903).